# Leptura annularis nagahatai
Leptura annularis nagahatai es una subespecie de escarabajo longicornio del género Leptura, categorizada en la tribu Lepturini, de la subfamilia Lepturinae. Fue descrita por Fujita en 2018.

## Descripción
Mide 11,3-15,2 mm de longitud.

## Distribución
Se distribuye por Corea.